# Aktedrilus leeuwinensis
Aktedrilus leeuwinensis är en ringmaskart som beskrevs av Pinder, Eberhard och Humphreys 2006. Aktedrilus leeuwinensis ingår i släktet Aktedrilus och familjen glattmaskar. Inga underarter finns listade i Catalogue of Life.